# Psycho Circus
Psycho Circus е осемнадесети студиен албум на американската рок група Kiss. Издаден е на 22 септември 1998 г. от Mercury Records.

## Обща информация
Албумът включва оригиналните четирима членове заедно и с класическия грим. „You Wanted the Best“ е единствената песен на Kiss, в която вокалите се споделят от целия състав. „Psycho Circus“ дебютира на 3-то място в Billboard 200, продавайки 110 000 копия през първата седмица, и е сертифициран като златен от RIAA на 22 октомври 1998 г.
След успешното реюниън турне през 1996 – 1997 г., „Psycho Circus“ се продава като първия студиен албум на оригиналния състав на бандата от „Dynasty“ (1979) насам, тъй като Питър Крис не участва в „Unmasked“ (1980), въпреки че песните му са ограничени само до една от деветте. Както и при „Dynasty“ и „Unmasked“, много от песните са записани от некредитирани музиканти. Ейс Фрели и Крис са използвани умерено, а Крис свири барабаните само в „Into the Void“. Фрели свири в две песни от албума (без вокали).
В радио интервю с Еди Трън след оттеглянето си Крис заявява, че само „Into the Void“ включва инструментален принос на всичките четирима членове. По отношение на липсата на сплотеност в групата по време на записите, Пол Стенли казва: „Опитахме се да направим албум на Kiss и това беше злополучен опит, защото нямаше истинска група“, и продължава като добавя: „За група, която иска да направи страхотен албум, тя трябва да споделя обща цел... и ние нямахме“. През 2014 г. Стенли по-късно разкрива, че Крис и Фрели се опитват да предоговорят сделки и да получат право да композират повече песни, когато той и Симънс си казват, че „Защо те да са равноправни партньори? Групата съществуваше в продължение на много години без тях“. Въпреки че следващото турне „Kiss Farewell Tour“ е предназначено да „изведе Kiss от забвението“, Стенли в крайна сметка решава да продължи да свири, защото „не искам [Psycho Circus] да бъде нашият последен албум. Не беше добър спомен“.

## Състав
- Пол Стенли – вокали, ритъм китара, бас в „I Finally Found My Way“
- Ейс Фрели – соло китара, вокали в „Into the Void“, „You Wanted the Best“ и „In Your Face“
- Джийн Симънс – бас, вокали, ритъм китара в „We Are One“
- Питър Крис – барабани в „Into the Void“, вокали в „You Wanted the Best“ и „I Finally Found My Way“

### Допълнителен персонал
- Шели Бърг – пиано

### Некредитирани
- Брус Кулик – бас в „Psycho Circus“, китарно соло в „Within“, бас и ритъм китара в „Dreamin'“
- Томи Тайър – соло китара (с изключение на „Within“, „Into the Void“, „You Wanted the Best“ и „In Your Face“)
- Кевин Валънтайн – барабани (с изключение на „Into the Void“)

## Песни
| 1.    | Psycho Circus                                   | 5:30 |
| 2.    | Within                                          | 5:10 |
| 3.    | I Pledge Allegiance to the State of Rock & Roll | 3:32 |
| 4.    | Into the Void                                   | 4:22 |
| 5.    | We Are One                                      | 4:41 |
| 6.    | You Wanted the Best                             | 4:15 |
| 7.    | Raise Your Glasses                              | 4:14 |
| 8.    | I Finally Found My Way                          | 3:40 |
| 9.    | Dreamin'                                        | 4:12 |
| 10.   | Journey of 1000 Years                           | 4:47 |
| 44:24 |                                                 |      |

## Позиции в класациите
Албум
| Класация (1998)                      | Позиция |
| ------------------------------------ | ------- |
| Австралия                            | 1       |
| Австрия                              | 25      |
| Канада Billboard Top Canadian Albums | 2       |
| ЕС                                   | 13      |
| Финландия Albums Top 50              | 5       |
| Франция SNEP                         | 71      |
| Германия                             | 5       |
| Япония                               | 20      |
| Нидерландия Mega Album Top 100       | 51      |
| Норвегия VG-lista                    | 4       |
| Швеция Albums Top 60                 | 1       |
| Швейцария Albums Top 100             | 30      |
| Великобритания                       | 47      |
| Billboard 200                        | 3       |

Сингли
| Сингъл                | Класация (1998)        | Позиция |
| --------------------- | ---------------------- | ------- |
| „Psycho Circus“       | Нидерландия Top 40     | 98      |
| „Psycho Circus“       | Швеция Singles Top 60  | 4       |
| „Psycho Circus“       | Норвегия VG-lista      | 8       |
| „Psycho Circus“       | Mainstream Rock Tracks | 1       |
| „Psycho Circus“       | Австралия              | 22      |
| „We Are One“          | Австралия              | 40      |
| „We Are One“          | Норвегия VG-lista      | 18      |
| „We Are One“          | Швеция Albums Top 60   | 31      |
| „You Wanted the Best“ | Mainstream Rock Tracks | 22      |